# ماكدونالد آيس رامبلز
ماكدونالد آيس رامبلز (بالإنجليزية: McDonald Ice Rumples)‏(75°28′S 26°18′W / 75.467°S 26.300°W ) هو ارتفاع الجليد [الإنجليزية] في الجرف الجليدي برانت المطل على بحر ودل في القارة القطبية الجنوبية.